# Carnival Fascination (schip, 1994)
De Carnival Fascination is een cruiseschip van Carnival Cruise Lines en is het vierde schip uit de achtdelige klasse, de Fantasy-klasse. Het schip werd in de vaart genomen in 1994 en vaart voornamelijk naar de Bahama's. Het is een zusterschip van de Fantasy, Ecstasy, Sensation, Imagination, Inspiration, Elation en Paradise.

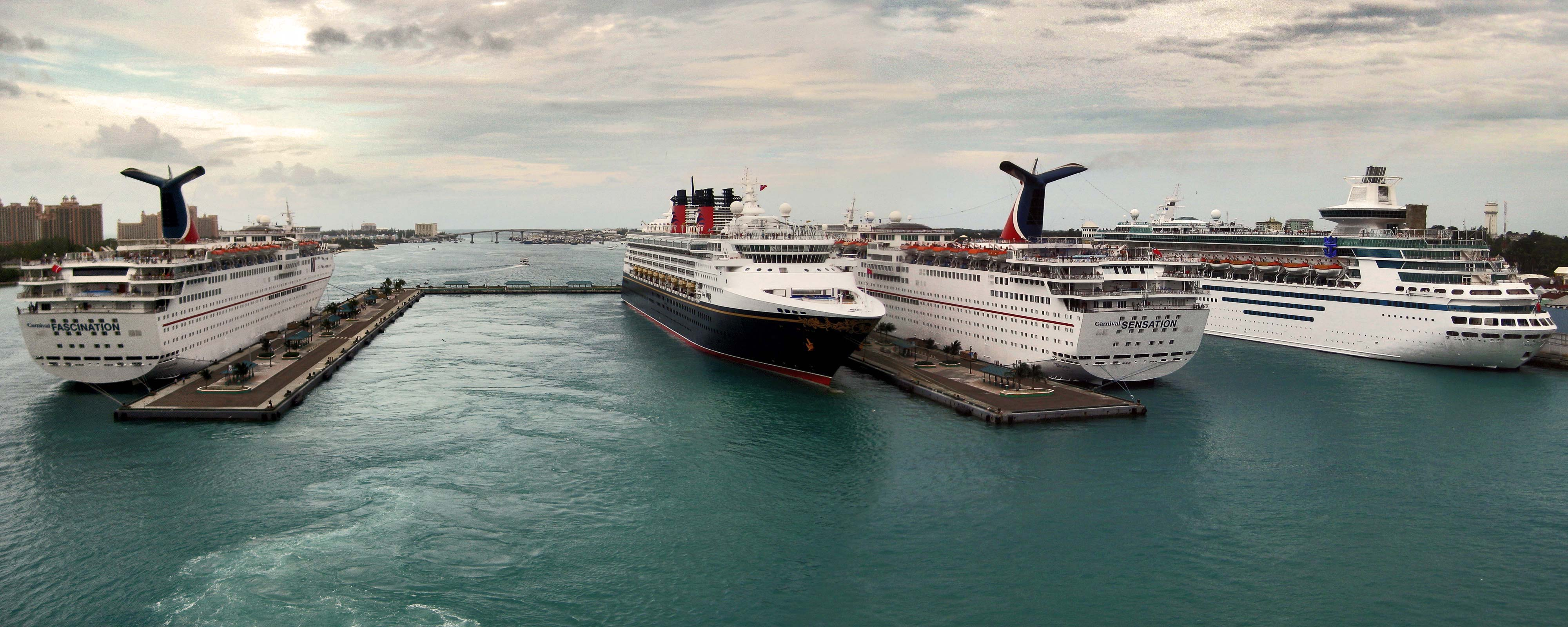
De Carnival Fascination (links), samen met MS Disney Wonder, MS Carnival Sensation en MS Majesty Of The Seas

## Grondige renovatie
In september 2006 werd er een paar miljoen dollars besteed aan de renovatie van de Fascination. Alle kajuiten en suites werden gerenoveerd met een flat-screen TV, nieuwe meubels en een nieuwe badkamer. The Coconut Grove Bar and Grill werden bekleed met nieuwe tapijten, net zoals in the Passage to India Lounge en in the Imagination and Sensation Dining Rooms. De Grand Atrium Bar werd toegevoegd op het Empress Deck. Op het Promenade Deck kwam een nieuwe bar, het Café on the Way. Net zoals de andere schepen kreeg het schip ook een minigolfbaan. Ook kwamen er een kunstgalerij, een fotogalerij en de O2 Club, een bar voor tieners.
In januari 2010 werd de Fascination nogmaals in het droogdok gezet, om het programma 'Evolution of fun' uit te kunnen voeren. Na de renovatie kreeg het schip onder andere een waterpark, de Serenity Aurea en vele balkons voor de kajuiten.